# Iodo-131
O iodo radioativo I-131, também chamado de radioiodo I-131, símbolo 131I é um isótopo radioativo do iodo. Sua meia-vida de decaimento radioativo é de cerca de oito dias.

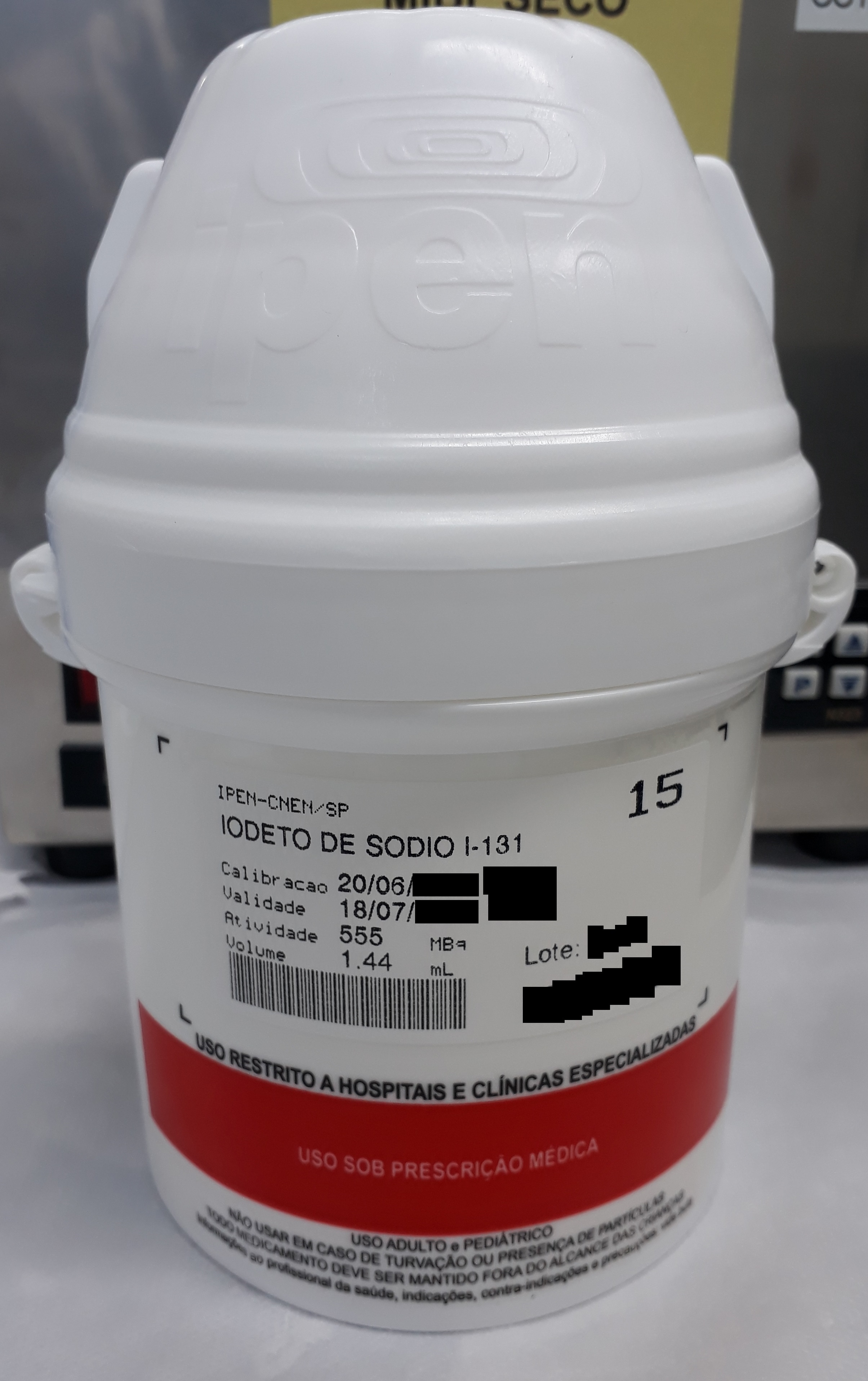
I-131

É utilizado em medicina nuclear como terapia de hipertireoidismo  e também na ablação da tireoide em tratamentos de câncer, além de ser utilizado como radiotraçador em exames de cintilografia da tireoide. A administração do I-131 geralmente é complementar a remoção cirúrgica da glândula tireoide e acontece por via oral na forma líquida ou em cápsula. Existe uma variação na dose de tratamento que alcança valores que vão de 30 a 150mCi para a remoção das células que persistiram após a retirada cirúrgica. O baixo custo, ausência de dor, eficácia e fácil administração são vantagens do iodo radioativo que exercem impacto direto sobre a vida do paciente. O radioiodo I-131 é um radionuclídeo com emissão β- e atividade ionizante capaz de induzir a morte celular, provocar novo câncer em outros tecidos e produzir efeitos teratogênicos sobre o feto em gestantes, devido a magnitude da atividade requerida pelo tratamento, geralmente em dose única. Quando administrado por via oral em solução de iodeto de sódio, o iodo é rapidamente absorvido, concentrado e incorporado pela tireoide nos folículos de armazenamento.
O emprego do iodo-131 é baseado no fato de a maioria das células neoplásicas manter, ao menos parcialmente, a capacidade de concentração do iodo através do sistema de co-transporte sódio-iodo (NIS). A dose de radiação absorvida no tecido depende da concentração e do tempo de permanência do iodo-131 nas células, pois a maior parte de sua irradiação provém das partículas β, e tem um alcance extremamente limitado (90% da energia é absorvida em um raio inferior a 1mm). Além da própria função celular, fatores externos também podem comprometer a captação e, portanto, a irradiação pelo iodo-131, como, por exemplo, a competição com iodo não-radioativo e a supressão dos níveis de TSH devido à terapia com tiroxina (em alguns casos é administrado TSH recombinante).
No Brasil, o Instituto de Pesquisas Energéticas e Nucleares (IPEN) detêm os diretos de produção do I-131 sob registro da Comissão Nacional de Energia Nuclear (CNEN).